# Рыбоводство
Рыбоводство — деятельность, связанная с разведением (выращиванием) рыбы, является составной частью аквакультуры. Рыбоводство и выращивание других организмов в морских водах называется марикультурой (морское фермерство).

## Задачи и виды деятельности
В число задач рыбоводства входит:
- получение товарной продукции из морских и пресноводных рыб;
- увеличение рыбных и нерыбных запасов в естественных и искусственных водоёмах и улучшение качества пищевых продуктов из них;
- воспроизводство (включая сохранение и компенсационное рыбоводство) водных биологических ресурсов.

Рыбоводство включает такие рыбохозяйственные виды деятельности, как:
- разведение посадочного материала под собственные нужды и на продажу;
- выращивание и содержание водных объектов, а также маточных и ремонтных стад;
- акклиматизацию;
- селекцию;
- санитарное рыбоводство;
- вылов товарной продукции;
- рыбохозяйственную мелиорацию;
- рекреационное рыбоводство.

Видами товарной аквакультуры являются:
- Пастбищная аквакультура. Осуществляется путём выпуска мальков в природные водные объекты, где они обитают в состоянии естественной свободы. Получение товарной продукции производится методами традиционного дикого рыболовства с учётом объёмов выпущенной молоди и сроков ее созревания.
- Индустриальная аквакультура. Осуществляется в искусственно созданной среде обитания: бассейнах с замкнутой системой водоснабжения или садках.
- Прудовая аквакультура. Предусматривает разведение объектов аквакультуры в прудах, обводнённых карьерах, в мелиоративных системах.

## История
Рыбоводство является одним из древнейших видов хозяйственной деятельности. Изначально рыбоводство возникало в странах с тёплым климатом: Мексика (6,5 тыс. лет до н. э.), Китай (3,5 тыс. лет до н. э.), Египет (за 2,5 тыс. лет до н. э.), Индия (2000 г. до н. э.), известны писцины римлян.
В Китае около 3750 лет тому назад уже были пруды для разведения рыбы. В 1020-е годы до н. э. некоторые виды рыб выращивались в широких масштабах для товарного использования. Китаец Фан Ли в 599 году до н. э. опубликовал написанное им первое известное нам пособие по разведению рыб.

### В России
Первые сведения о рыбоводстве на Руси относятся XII—XIII векам: при монастырях создавались пруды, в которых содержали рыбу.
Основоположником промышленного рыбоводства в России был Владимир Павлович Врасский, разработавший «сухой» или «русский» способ искусственного оплодотворения и инкубации икры и основавший в 1856-1857 гг. первый в России рыбоводный завод для разведения лососей и сигов — Никольский рыборазводный завод. Позднее такие заводы были построены на разных реках для разведения сёмги, балтийского лосося, осетровых.
В 1869 году Ф. В. Овсянниковым впервые было проведено искусственное оплодотворение икры стерляди.
В 1874-1876 годах русский зоолог О́скар Андреевич Гримм разработал способ искусственного оплодотворения лососёвой икры. С 1879 по 1912 год заведовал Никольским рыбоводным заводом, который под руководством Гримма стал главным научным центром рыбоводства в России. При заводе были созданы гидробиологическая, гидрохимическую и ихтиологическая лаборатории. В 1890 году Гримм разработал программу для всероссийских курсов по рыбоводству и рыболовству.
В советский период рыбоводство получило большое развитие, особенно работа по разведению рыбы в прудах. В 1930-х годах начались работы по разведению рыбы в промышленных целях в Сибирском регионе. По состоянию на начало 1941 года главной породой разводимой рыбы в СССР являлся зеркальный карп.

## Статистика
Мировое рыбоводство растёт, давая сегодня около половины всей рыбы, предназначенной в пищу.
В 2016 году общее мировое производство пищевой рыбы, моллюсков и ракообразных достигло 171 млн тонн. Из них искусственно культивировано 80 млн тонн морских животных на сумму 232 млрд долларов США, в том числе 54 млн тонн рыбы на 138 млрд USD, 17 млн тонн моллюсков на 29 млрд USD, 7,9 млн тонн ракообразных на 57 млрд USD и 938 тыс. тонн других водных животных (черепах, трепангов, морских ежей, лягушек и съедобных медуз) на сумму 6,8 млн USD. Кроме того, продукцией аквакультуры стали 30 млн тонн водных растений на сумму 11,7 млрд USD и 37,9 тыс. тонн непищевой продукции (декоративные раковины, жемчуг) на сумму 214 млн USD. В отрасли заняты почти 20 млн человек. Производство видов, не требующих использования кормов, достигло 24,4 млн тонн (включая 8,8 млн тонн рыб-фильтраторов типа белого и пестрого толстолобика и 15,6 млн тонн морских беспозвоночных, в основном двустворчатых моллюсков).
|                      | Млн тонн | Млрд USD |
| -------------------- | -------- | -------- |
| Белый амур           | 5.23     | 6.69     |
| Белый толстолобик    | 4.59     | 6.13     |
| Сазан                | 3.76     | 5.19     |
| Нильская тиляпия     | 3.26     | 5.39     |
| Пёстрый толстолобик  | 2.90     | 3.72     |
| Catla                | 2.76     | 5.49     |
| Золотой карась       | 2.45     | 2.67     |
| Атлантический лосось | 2.07     | 10.10    |
| Roho labeo           | 1.57     | 2.54     |
| Ханос                | 0.94     | 1.71     |
| Микижа               | 0.88     | 3.80     |
| Wuchang bream        | 0.71     | 1.16     |
| Чёрный амур          | 0.50     | 1.15     |
| Змееголов            | 0.48     | 0.59     |
| Амурский сом         | 0.41     | 0.55     |

См. также: List of commercially important fish species
| Вид                                                         | 2010         | 2012         | 2014         | 2016         |
| Ракообразные                                                | Ракообразные | Ракообразные | Ракообразные | Ракообразные |
| ----------------------------------------------------------- | ------------ | ------------ | ------------ | ------------ |
| Креветка белоногая, Penaeus vannamei                        | 2688         | 3238         | 3697         | 4156         |
| Рак болотный красный, Procambarus clarkii                   | 616          | 598          | 721          | 920          |
| Краб китайский мохнаторукий, Eriocheir sinensis             | 593          | 714          | 797          | 812          |
| Креветка гигантская тигровая, Penaeus monodon               | 565          | 672          | 705          | 701          |
| Креветка восточная речная, Macrobrachium nipponense         | 226          | 237          | 258          | 273          |
| Креветка гигантская пресноводная, Macrobrachium rosenbergii | 198          | 211          | 216          | 234          |
| Ракообразные, всего                                         | 5586         | 6277         | 7047         | 7862         |
| Моллюски                                                    |              |              |              |              |
| Устрицы прочие, Crassostrea spp.                            | 3678         | 3972         | 4374         | 4864         |
| Венерупис филиппинский, Ruditapes philippinarum             | 3605         | 3775         | 4014         | 4229         |
| Гребешки морские прочие, Pectinidae                         | 1408         | 1420         | 1650         | 1861         |
| Моллюски морские прочие, Mollusca                           | 630          | 1091         | 1135         | 1154         |
| Мидии морские прочие, Mytilidae                             | 892          | 969          | 1029         | 1100         |
| Моллюск-черенок, Sinonovacula constricta                    | 714          | 720          | 787          | 823          |
| Устрица гигантская, Crassostrea gigas                       | 641          | 609          | 624          | 574          |
| Кровавый моллюск, Anadara granosa                           | 466          | 390          | 450          | 439          |
| Мидия чилийская, Mytilus chilensis                          | 222          | 244          | 238          | 301          |
| Моллюски, всего                                             | 14064        | 14874        | 16047        | 17139        |
| Животные прочие                                             |              |              |              |              |
| Черепаха дальневосточная, Trionyx sinensis                  | 270          | 336          | 345          | 348          |
| Трепанг дальневосточный, Apostichopus japonicus             | 130          | 171          | 202          | 205          |
| Беспозвоночные морские прочие, Invertebrata                 | 223          | 128          | 111          | 97           |
| Лягушки, Rana spp.                                          | 82           | 86           | 97           | 96           |
| Животные прочие, всего                                      | 818          | 839          | 894          | 939          |

### В России
На 2018 год объем продукции аквакультуры составил 238 тыс. тонн, что составляет 3 % от вылова дикой рыбы в России (свыше 5 млн тонн) и 0,3 % от мировой добычи продукции аквакультуры. Лидерами являются предприятия Южного федерального округа (треть объёмов), Северо-Западного федерального округа (59,5 тыс. тонн), Дальневосточный федеральный округ (13 тыс. тонн), Уральский федеральный округ (10 тыс. тонн). Карповые виды занимают до 61 %, лососёвые около 28 %.
| Товарное производство рыбоводства в России | Товарное производство рыбоводства в России |
| Год                                        | Тыс тонн                                   |
| ------------------------------------------ | ------------------------------------------ |
| 1990                                       | 259,7                                      |
| 1995                                       | 68,8                                       |
| 2000                                       | 77,1                                       |
| 2005                                       | 115                                        |
| 2010                                       | 120,9                                      |
| 2011                                       | 129,6                                      |
| 2012                                       | 146,4                                      |
| 2013                                       | 155,5                                      |
| 2014                                       | 163,3                                      |
| 2015                                       | 177,6                                      |
| 2016                                       | 205,3                                      |
| 2017                                       | 219,7                                      |
| 2018                                       | 238,7                                      |
| 2020                                       | 328,6                                      |

Государственное регулирование
Правительством принят Федеральный закон от 2 июля 2013 года N 148-ФЗ «Об аквакультуре (рыбоводстве)». В развитие положений указанного закона в апреле 2014 года была утверждена государственная программа «Развитие рыбохозяйственного комплекса на 2013—2020 гг.», с подпрограммой «Развитие аквакультуры», а в январе 2015 года была утверждена отраслевая программа «Развитие товарной аквакультуры (товарного рыбоводства) в Российской Федерации на 2015—2020 годы».
В 2018 году Минсельхоз России и Росрыболовство на поддержку аквакультуры выделили 653 млн руб. На 2019 год из федерального и региональных бюджетов субсидируются привлекаемые долгосрочные и краткосрочные кредиты. Прорабатывается вопрос возмещения части капитальных затрат на товарную аквакультуру в размере от 25 % до 30 % стоимости капитальных затрат и специализированной техники. В 2018 году Фонд развития Дальнего Востока совместно с профильными ведомствами разработали интернет-площадку, обеспечивающий инвесторам доступ к тихоокеанским морским акваториям для ведения марикультуры.
Для решения специфических проблем правового характера (например, закрепления рыбоводных участков за хозяйствами, права собственности на выращиваемые организмы до момента их изъятия из водоёма и др) в 2013 году в России был принят федеральный закон «Об аквакультуре (рыбоводстве) и о внесении изменений в отдельные законодательные акты Российской Федерации».
Головной научный институт, занимающийся проблемами рыбоводства в России — Всероссийский научно-исследовательский институт рыбного хозяйства и океанографии.

### В других странах
Крупнейшим производителем аквакультуры в мире является Китай, занимающий почти 60 % мирового производства. Азиатский регион в целом производит почти 90 % мировой аквакультуры.
| Регионы          | 1995  | 2000  | 2005  | 2010  | 2015  | 2016  |
| ---------------- | ----- | ----- | ----- | ----- | ----- | ----- |
| Африка           | 110   | 400   | 646   | 1286  | 1772  | 1982  |
| Египет           | 72    | 340   | 540   | 920   | 1175  | 1371  |
| Нигерия          | 17    | 26    | 56    | 201   | 317   | 307   |
| Обе Америки      | 920   | 1423  | 2177  | 2514  | 3274  | 3348  |
| Чили             | 157   | 392   | 724   | 701   | 1046  | 1035  |
| Северная Америка | 479   | 585   | 669   | 659   | 613   | 645   |
| Азия             | 21678 | 28423 | 39188 | 52452 | 67881 | 71546 |
| Китай            | 15856 | 21522 | 28121 | 36734 | 47053 | 49244 |
| Индия            | 1659  | 1943  | 2967  | 3786  | 5260  | 5700  |
| Индонезия        | 641   | 789   | 1197  | 2305  | 4343  | 4950  |
| Вьетнам          | 381   | 499   | 1437  | 2683  | 3438  | 3625  |
| Бангладеш        | 317   | 657   | 882   | 1309  | 2060  | 2204  |
| Европа           | 1581  | 2051  | 2135  | 2523  | 2941  | 2945  |
| Норвегия         | 278   | 491   | 662   | 1020  | 1381  | 1326  |
| Океания          | 94    | 122   | 152   | 187   | 186   | 210   |
| ВЕСЬ МИР         | 24383 | 32418 | 44298 | 58962 | 76054 | 80031 |

В США служба охраны рыболовства и диких животных создала Национальную систему рыбоводных заводов (National Fish Hatchery System) для поддержки сохранения местных видов рыбы. Система подобных заводов была создана и в СССР.
На Украине рыбоводством занимается отдел аквакультуры и селекции при Главном государственном управлении охраны, возобновления, использования водных живых ресурсов и регулирование рыболовства, которое является департаментом Государственного агентства рыбного хозяйства.
В Казахстане специально уполномоченным государственным органом, осуществляющим государственный контроль за состоянием, воспроизводством, охраной, защитой и использованием рыбных ресурсов является Комитет лесного, рыбного и охотничьего хозяйства Министерства сельского хозяйства.

## Рыбоводный завод
Рыбоводный завод — специализированное предприятие (завод) для искусственного разведения, выведения и выращивания на ранних стадиях жизни морских животных, рыб и моллюсков. Инкубаторы производят личинки и молодняк рыбы (моллюсков, ракообразных) преимущественно для поддержки промышленности аквакультуры, куда их перемещают для дальнейшего развития.
Рыбоводные заводы имеют специальные помещения, оборудованные садками для содержания производителей рыб до созревания половых продуктов, рыбоводными аппаратами и установками для инкубации икры, а также бассейны и пруды для подращивания молоди карпа, осетровых, лососёвых, растительноядных (амур, толстолобик) и других видов рыб. Некоторые виды, которые обычно разводят в инкубаторах, включают тихоокеанскую устрицу (Crassostrea gigas), креветку (в том числе индийскую креветку (Penaeus indicus)), лосося, тиляпию, морские гребешки.